# Sinem Karamuk
Sinem Karamuk (née Erdoğan le 25 février 1986 à Kars) est une ancienne joueuse de volley-ball turque. Elle mesure 1,88 m et jouait au poste de centrale. Elle  a totalisé 30 sélections en équipe de Turquie.

## Clubs
| Club                 | De        | À         |
| -------------------- | --------- | --------- |
| Ankara SSK           | 1998-1999 | 2006-2007 |
| Gazi Üniversitesi    | 2007-2008 | 2007-2008 |
| İller Bankası Ankara | 2008-2009 | 2009-2010 |
| MKE Ankaragücü       | 2010-2011 | 2011-2012 |
| Ereğli Belediye      | 2012-2012 | 2012-2012 |
| Beşiktaş İstanbul    | 2012-2013 | 2012-2013 |
| İlbank Ankara        | 2013-2014 | 2014-2015 |